# Miroslav Vulićević
Miroslav Vulićević (cyr. Мирослав Вулићевић; ur. 29 maja 1985 w Rašce) – serbski piłkarz występujący na pozycji obrońcy.

## Kariera
Jego pierwszym spotkaniem w rozgrywkach Super liga Srbije był mecz przeciwko FK Rad (0:0), który został rozegrany 17 sierpnia 2008 roku. W reprezentacji Serbii zadebiutował 14 grudnia 2008 roku w meczu z Polską.